# 德賴伍德鎮區 (堪薩斯州波旁縣)
德賴伍德鎮區（英語：Drywood Township）為位在美國堪薩斯州波旁縣的鎮區。2010年美国人口普查中該鎮區人口有409人。

## 地理
德賴伍德鎮區涵蓋面積120.67平方（46.59平方英里），境內無城市設立。

### 墓園
根據美國地質調查局的資料，此鎮區擁有5座墓園：
- 霍華德墓園（Howard Cemetery）
- 梅菲爾德墓園（Mayfield Cemetery）
- 派恩朗墓園（Pine Lawn Cemetery）
- 普萊森特維尤墓園（Pleasant View Cemetery）
- 特威迪墓園（Tweedy Cemetery）

### 溪流
通過此鎮區的溪流有：
- 科克斯溪（Cox Creek）
- 沃爾納特溪（Walnut Creek）

## 人口統計
根據2010年美國人口普查，德賴伍德鎮區人口有409人，人口密度為3.39人/平方公里。此鎮區居民之種族有95.84%為白人；0.73%為非裔美洲人；1.47%為美洲原住民；0.73%為亞洲人；0%為太平洋島民；0%為其他種族；另外有1.22%為混血種族。而西班牙裔或拉丁裔美洲人佔此鎮區人口的0.98%。

## 外部連結
- City-Data.com （页面存档备份，存于）
- Bourbon County Maps: Current （页面存档备份，存于）, Historic Collection （页面存档备份，存于）